# Ahmet Engin
Ahmet Emin Engin (Moers, 9 agosto 1996) è un calciatore tedesco, ala o centrocampista dell'Iğdır.

## Carriera
Cresciuto nel settore giovanile del Duisburg, ha esordito in prima squadra il 22 agosto 2015, nella partita di campionato persa per 2-0 contro il Karlsruhe. Il 26 maggio 2021, dopo aver collezionato 149 presenze totali con la squadra biancoblù, il club tedesco annuncia la sua partenza da svincolato al termine della stagione; il 2 luglio seguente viene tesserato dal Kasımpaşa, con cui firma un biennale.

## Statistiche

### Presenze e reti nei club
Statistiche aggiornate al 6 dicembre 2021.
| Stagione        | Squadra         | Campionato      | Campionato | Campionato | Coppe nazionali | Coppe nazionali | Coppe nazionali | Coppe continentali | Coppe continentali | Coppe continentali | Altre coppe | Altre coppe | Altre coppe | Totale | Totale |
| Stagione        | Squadra         | Comp            | Pres       | Reti       | Comp            | Pres            | Reti            | Comp               | Pres               | Reti               | Comp        | Pres        | Reti        | Pres   | Reti   |
| --------------- | --------------- | --------------- | ---------- | ---------- | --------------- | --------------- | --------------- | ------------------ | ------------------ | ------------------ | ----------- | ----------- | ----------- | ------ | ------ |
| 2015-2016       | Duisburg        | ZL              | 1          | 0          | CG              | 0               | 0               | -                  | -                  | -                  | -           | -           | -           | 1      | 0      |
| 2016-2017       | Duisburg        | 3.L             | 29         | 1          | CG              | 0               | 0               | -                  | -                  | -                  | CN          | 5           | 1           | 34     | 2      |
| 2017-2018       | Duisburg        | ZL              | 28         | 3          | CG              | 0               | 0               | -                  | -                  | -                  | -           | -           | -           | 28     | 3      |
| 2018-2019       | Duisburg        | ZL              | 28         | 1          | CG              | 3               | 0               | -                  | -                  | -                  | -           | -           | -           | 31     | 1      |
| 2019-2020       | Duisburg        | 3.L             | 23         | 5          | CG              | 0               | 0               | -                  | -                  | -                  | CN          | 1           | 0           | 24     | 5      |
| 2020-2021       | Duisburg        | 3.L             | 28         | 4          | CG              | 1               | 0               | -                  | -                  | -                  | CN          | 2           | 0           | 31     | 4      |
| Totale Duisburg | Totale Duisburg | Totale Duisburg | 137        | 14         |                 | 4               | 0               |                    | -                  | -                  |             | 8           | 1           | 149    | 15     |
| 2021-2022       | Kasımpaşa       | SL              | 9          | 0          | TK              | 1               | 1               | -                  | -                  | -                  | -           | -           | -           | 10     | 1      |
| Totale carriera | Totale carriera | Totale carriera | 146        | 14         |                 | 5               | 1               |                    | -                  | -                  |             | 8           | 1           | 159    | 16     |

## Palmarès

### Club

#### Competizioni nazionali
- 3. Liga: 1

Duisburg: 2016-2017